# Lubishi
Lubishi är ett vattendrag i Kongo-Kinshasa, ett biflöde till Lubilanji (Sankuru). Det rinner huvudsakligen genom provinsen Haut-Lomami, i den centrala delen av landet, 1 000 km öster om huvudstaden Kinshasa. Det nedersta loppet ingår i gränsen mellan Haut-Lomami och Lomami.